# Ceratomia sonorensis
Ceratomia sonorensis is een vlinder uit de familie van de pijlstaarten (Sphingidae). De wetenschappelijke naam van de soort werd in 1971 gepubliceerd door Hodges.